# Чалмерс, Стюарт
Уи́льям Стю́арт Ча́лмерс (англ. William Stewart Chalmers; 5 марта 1907 — 13 ноября 1989) — шотландский футболист, выступавший на позиции правого инсайда.

## Клубная карьера
Чалмерс родился и вырос в районе Маунт-Флорида на юге Глазго, неподалёку от стадиона «Хэмпден Парк». Футбольную карьеру начал в местном клубе «Куинз Парк», где провёл пять сезонов в качестве любителя, параллельно проходя обучение на бухгалтера. В 1929 году стал профессиональным футболистом, подписав контракт с эдинбургским клубом «Харт оф Мидлотиан».
Выступал на позиции правого инсайда, «обладал исключительным контролем мяча и отличным пасом».
26 сентября 1932 года перешёл в английский клуб «Манчестер Юнайтед» за 2500 фунтов. Дебютировал за клуб 1 октября 1932 года в матче Второго дивизиона против «Престон Норт Энд» на стадионе «Олд Траффорд». 2 января 1933 года в матче против «Плимут Аргайл» забил свой единственный гол за «Манчестер Юнайтед».
Выступал за «Юнайтед» на протяжении двух сезонов. В сезоне 1933/34 проиграл конкуренцию за место в основе команды Эрни Хайну. Всего провёл за клуб 35 матчей
В сентябре 1934 года вернулся в Шотландию, став игроком «Данфермлин Атлетик», где и завершил карьеру в 1937 году.

## Национальная сборная
23 февраля 1929 года провёл свой единственный матч за национальную сборную Шотландии. Помог своей команде обыграть Ирландию на стадионе «Уиндзор Парк» со счётом 7:3. На тот момент ещё был любителем; стал одним из последних непрофессиональных футболистов, сыгравших в составе сборной Шотландии.

## Вне футбола
По образованию был бухгалтером. Работал по профессии после окончания футбольной карьеры.